# Municipio de Clayton (condado de Taylor)
El municipio de Clayton (en inglés: Clayton Township) es un municipio ubicado en el condado de Taylor en el estado estadounidense de Iowa. En el año 2010 tenía una población de 97 habitantes y una densidad poblacional de 1,17 personas por km².

## Geografía
El municipio de Clayton se encuentra ubicado en las coordenadas 40°40′41″N 94°38′5″O / 40.67806, -94.63472. Según la Oficina del Censo de los Estados Unidos, el municipio tiene una superficie total de 82.79 km², de la cual 82,37 km² corresponden a tierra firme y (0,51 %) 0,42 km² es agua.

## Demografía
Según el censo de 2010, había 97 personas residiendo en el municipio de Clayton. La densidad de población era de 1,17 hab./km². De los 97 habitantes, el municipio de Clayton estaba compuesto por el 96,91 % blancos y el 3,09 % eran de una mezcla de razas. Del total de la población el 0 % eran hispanos o latinos de cualquier raza.